# グアルデーア
グアルデーア（伊: Guardea）は、イタリア共和国ウンブリア州テルニ県にある、人口約1,700人の基礎自治体（コムーネ）。

## 地理

### 位置・広がり
テルニ県中部のコムーネ。

#### 隣接コムーネ
隣接するコムーネは以下の通り。括弧内のVTはヴィテルボ県所属を示す
- アルヴィアーノ
- アメーリア
- アヴィリアーノ・ウンブロ
- チヴィテッラ・ダリアーノ (VT)
- モンテカストリッリ
- モンテッキオ

### 気候分類・地震分類
グアルデーアにおけるイタリアの気候分類 (it) および度日は、zona D, 2069 GGである。
また、イタリアの地震リスク階級 (it) では、zona 3 (sismicità bassa) に分類される。

## 行政

### 分離集落
グアルデーアには、以下の分離集落（フラツィオーネ）がある。
- Cocciano, Frattuccia, Madonna del Porto, Poggio